# Barco contraincendios
Un barco contraincendios, conocido también como buque bombero o buque antiincendios, entre otros, es una embarcación diseñada para combatir los incendios que se producen en los litorales (costas y riberas), puertos, astilleros y a bordo de otras embarcaciones. También están equipados para llevar a cabo las demás tareas típicas de los cuerpos de bomberos, sobre todo de rescate y salvamento. La característica más notable de este tipo de barcos son sus llamativas bombas de agua e hidrantes a bordo (habitualmente pintados de rojo vivo, aunque también los hay en amarillo, naranja y otros colores). En la actualidad cuentan con avanzados equipos y tecnología antiincendios de última generación.

## Terminología

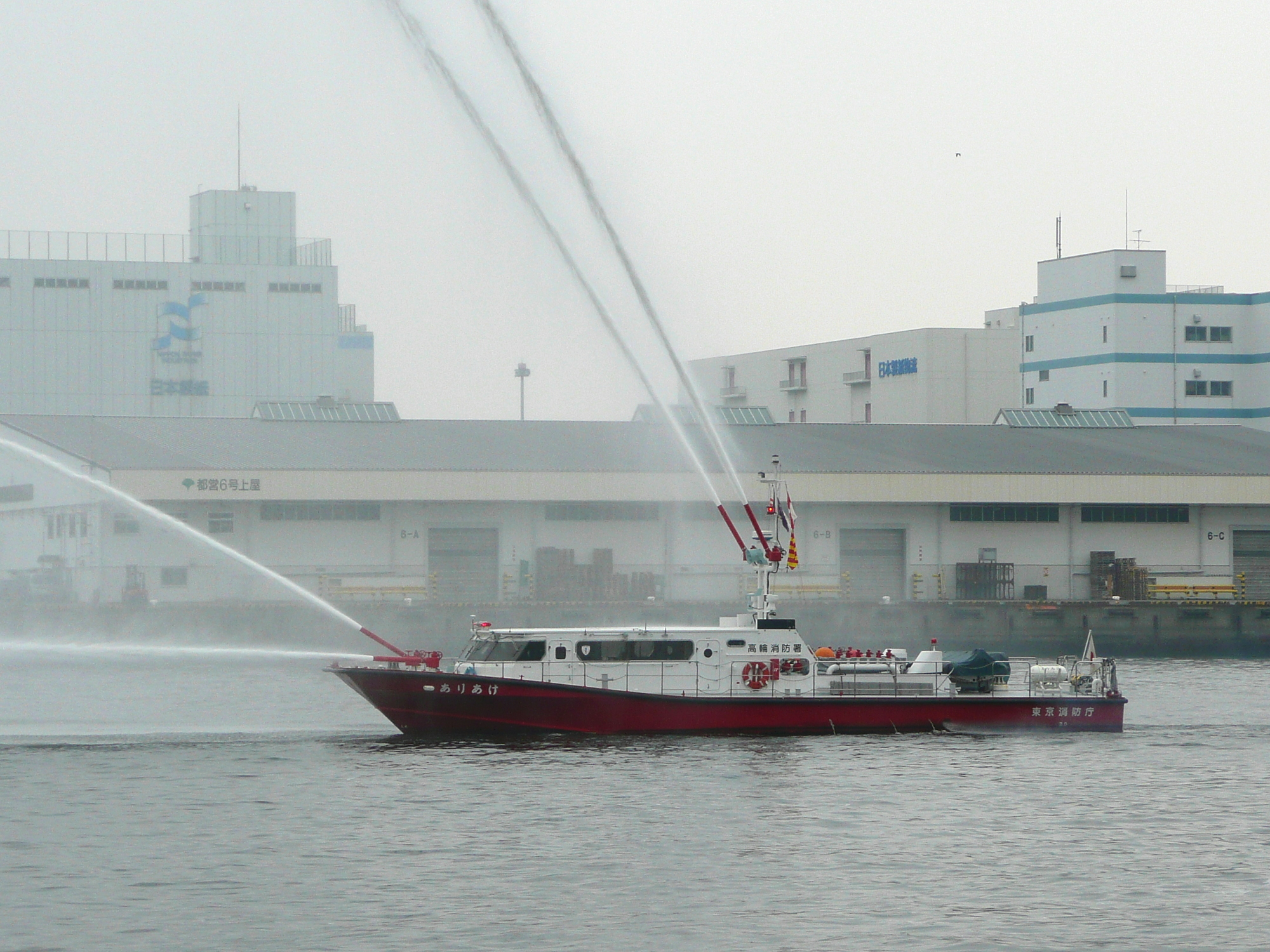
El buque antiincendios Ariake, del Departamento de Bomberos de Tokio

No existe en español un término único para este tipo de embarcaciones. Se han usado términos como «buque/barco contraincendios/antiincendios», «buque bombero», «barco de bomberos» y similares, o sencillamente a través de una locución descriptiva, como «buque para la lucha contra incendios».
En inglés se emplea el término Fireboat, ampliamente aceptable en la mayoría de países de esta habla. Es importante notar que un vocablo casi similar, Fireship, tiene un significado totalmente distinto ya que se refiere a un brulote, por lo que hoy ha quedado en desuso. Esta confusión se acentúa en algunos dialectos, como el canadiense, donde la palabra Fireboat se utiliza para ese tipo de naves incendiarias y Fire Rescue Boat para los buques contraincendios de la actualidad.

## Historia

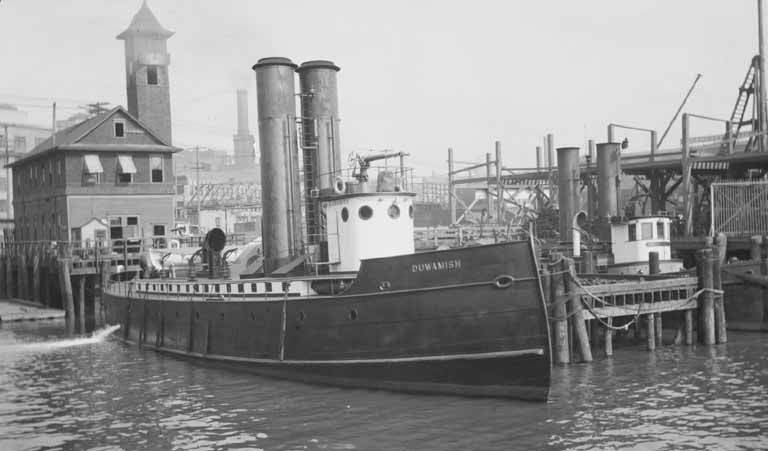
Duwamish, icónico buque bombero a vapor, Seattle (ca. 1912)

Hasta mitades del siglo XVIII el uso de embarcaciones para sofocar incendios se limitaba al transporte de personas y materiales, y sirviendo de plataformas para obtener agua y pasarla en recipientes (habitualmente formando una cadena humana) hacia las personas más cercanas a las llamas.
El primer barco contraincendios del que se tiene constancia fue construido en 1765 para la Sun Fire Insurance Company, una aseguradora de Londres. Era un bote cargado de una bomba de agua manual, con la tripulación sirviendo tanto para las tareas de extinción como para el remo. Una embarcación similar fue construida en Bristol por el ingeniero James Hillhouse para la Imperial Fire Insurance Office en los años 1780.

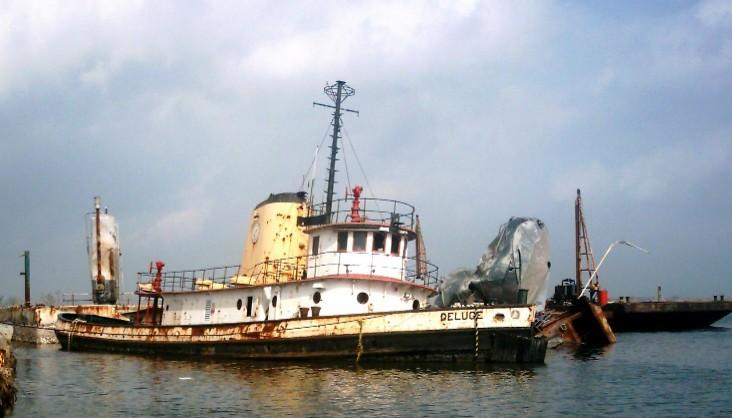
Pecio del Deluge, antiguo remolcador convertido en Nueva Orleans (1923) en barco contraincendios, declarado bien de interés histórico nacional.

Hacia finales del siglo XVIII se hacía uso de remolcadores (aún no motorizados) reforzados con bombas de pistón manuales, mangueras y equipo básico para la contención de incendios. En Nueva York se tiene constancia de un barco de estas características usado para combatir los incendios a bordo de embarcaciones en el río Hudson a partir de 1809. En estos primeros años del siglo XIX algunos importantes puertos europeos iban introduciendo embarcaciones especializadas en combatir los incendios. En Hamburgo son conocidas las Schutenspritzen que forman parte de la historia y folclore de la ciudad. Se trataba de botes de madera de unos 10 metros de eslora cargados de una bomba de pistón unida a un mecanismo de succión de agua instalado en el fondo del bote (patente de la ciudad). Para proteger la bomba de agua del mal tiempo que era frecuente en el Elba y sus afluentes, se usaba un toldo de madera reforzada. Más tarde se empelarían como buques bomberos transbordadores a vapor, tan típicos del Elba de la época, propiedad de empresas privadas y a partir de 1886 de la Hafen-Dampfschiffahrts-AG.
A mitades del siglo XIX entraron en uso los primeros remolcadores a vapor adaptados para combatir los incendios. En 1866 el Departamento de Bomberos de la Ciudad de Nueva York (FDNY) alquiló un remolcador especializado en tareas de protección de buques naufragados llamado John Fuller como primer buque bombero motorizado de la ciudad.

La adaptación de remolcadores sigue siendo utilizada a día de hoy (aunque con motores de combustión). En muchos lugares del mundo este tipo de embarcaciones, normalmente una adaptación de remolcadors "jubilados", aún están en servicio. Otros diseños, más tardíos, fueron una combinación de remolcadors y navíos con más espacio de carga.

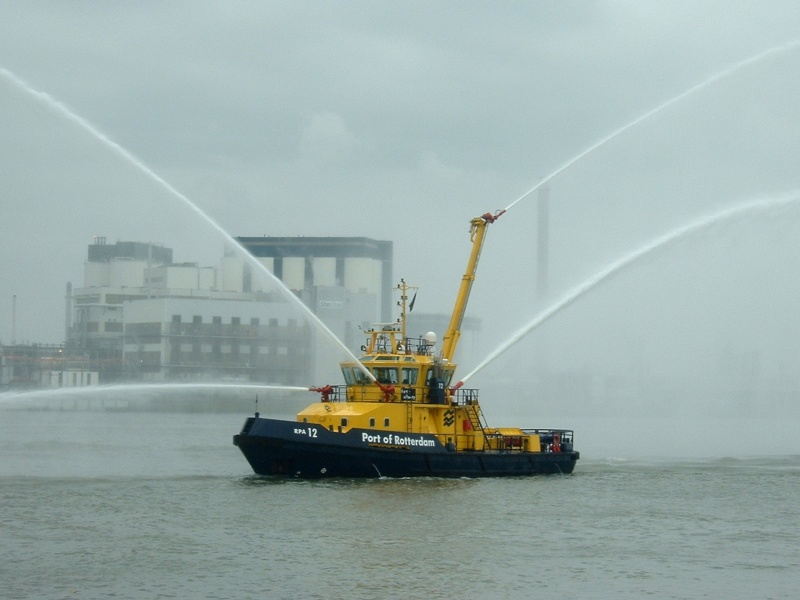
Un característico barco contraincendios del puerto de Rotterdam

Los primeros buques bomberos diseñados como tal (es decir que no eran adaptaciones), fueron el William F. Flanders (Boston, 1873) y el William F. Havenmeyer (Nueva York, 1875), ambos impulsados a vapor. En 1884 se lanzó en Bristol el Fire Queen, construido en Londres por Shand Mason & Co., el primer barco en ofrecer una respuesta completa a los frecuentes incendios en el puerto de la ciudad. El barco, de unos 17 m de eslora, contaba con una bomba de agua a vapor de tres cilindros acoplada a dos grandes portamangueras, una de las cuales sería sustituida en 1900 por un cañón de agua a presión, siendo el Fire Queen de los primeros buques en usar este método.

## Usos y características
Los buques bomberos se utilizan con frecuencia en las labores de extinción de incendios en muelles, dársenas, almacenes y zonas industriales portuarias, y edificios y viviendas ubicadas a orillas de los ríos. Cuentan con dos ventajas importantes: El tener acceso ilimitado al agua (que no depende ni de depósitos internos ni de la disponibilidad de hidrantes y grifos), y estar en posición de "atacar" las llamas en la cimentación de las estructuras afectadas, muchas veces difíciles de alcanzar por otros medios.

El tamaño de los barcos actuales hace posible la instalación de equipos más pesados, que incluyen bombas de succión de alto rendimiento y muy potentes cañones de agua a presión, conocidos como monitores, con capacidad mayor a los usados en tierra. Su eficacia en el apoyo a las unidades de bomberos terrestres en situaciones de escasez de agua quedó patente tras el terremoto de Loma Prieta (1989), cuando las infraestructuras de agua de la ciudad de San Francisco, y especialmente en torno a su bahía, se vieron gravemente afectadas por el seísmo.

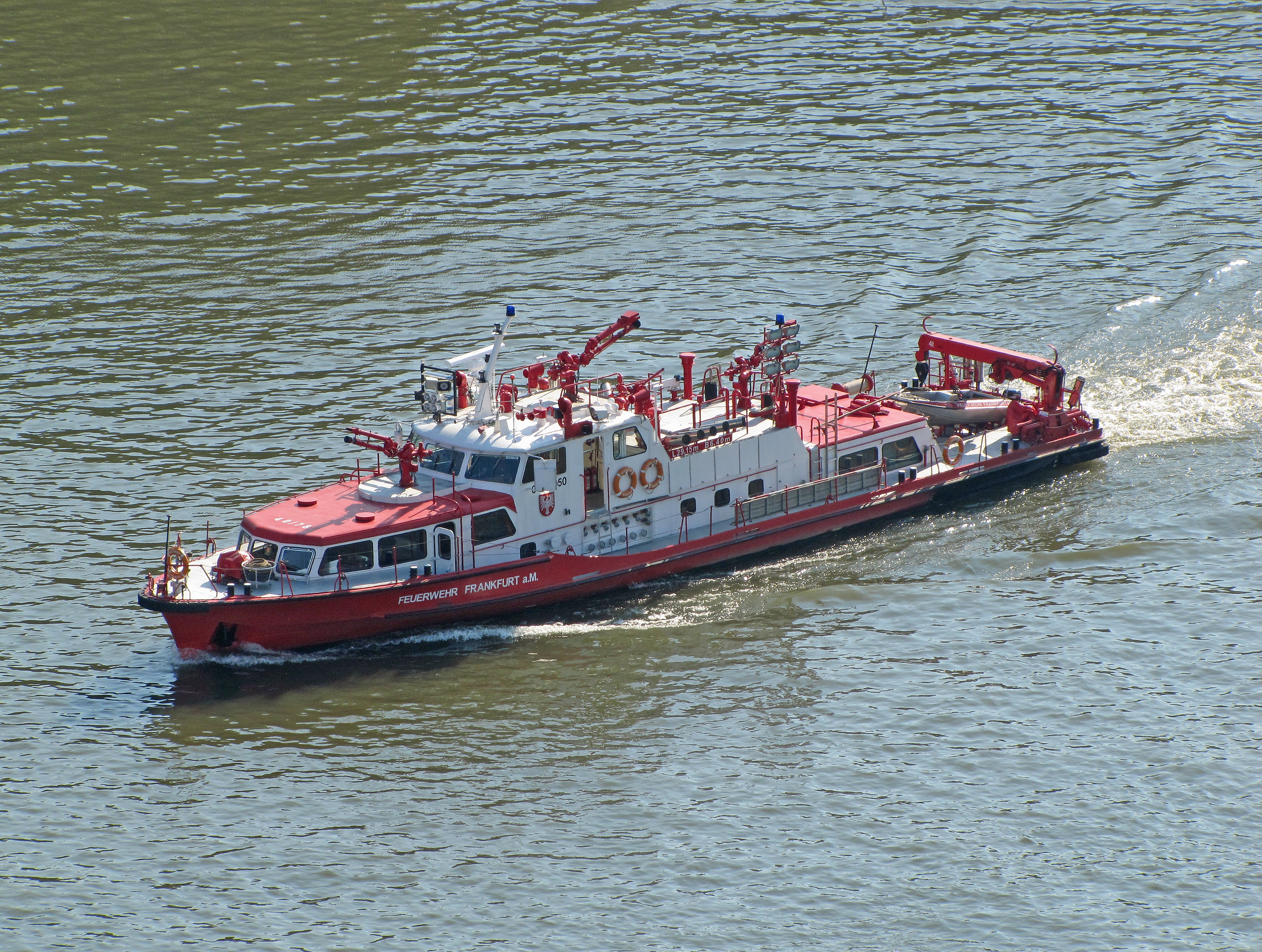
Frankfurt am Main, buque de la Brigada antiincendios de la Bundeswehr

Muchas veces los barcos contraincendios son encargados con transportar a personal especializado (bomberos, médicos, equipos de emergencias, unidades de rescate, buzos) a islas, embarcaciones afectadas y hasta plataformas petrolíferas. Del mismo modo sirven para transportar a personas rescatadas hacia tierra firme. En altitudes más frías se les puede dar el uso adicional de rompehielos, caso del Victor L. Schlaeger del Departamento de Bomberos de Chicago, diseñado para romper hasta 30 cm de hielo.

### Tipos, tamaños y rendimiento
Existen diversos tipos y tamaños de barcos contraincendios, puesto que sirven para una variedad de fines y en distintos ámbitos geográficos. Muchas veces sus características y la propia esencia de su trabajo dependen de las legislaciones locales. Entre los grandes buques, que pueden llegar a tener el tamaño y complejidad de una moderna corbeta, cabe destacar las clases:
- Ranger 4200 (EE. UU.), representada por los buques Three Forty Three y Fire Fighter II de la FDNY.
- LB 40 (Alemania), representada por el Branddirektor Westphal en el puerto de Hamburgo.[10]

Los buques modernos son capaces de bombear decenas y hasta cientos de miles de litros de agua por minuto y cuentan con potente fuerza de lanzamiento (del agua en el aire). Esta potencia, junto con el número de monitores, forman los criterios de la escala Fi Fi de categorización de estos buques. En los más avanzados, estos sistemas pueden ser controlados a distancia. Algunos de los buques que lideran la escala Fi Fi son:
- Warner L. Lawrence (clase V-3200) del Departamento de Bomberos de Los Ángeles, con capacidad de bombeo de más de 170 000 litros por minuto (8600 m³ por hora / 2.4 m³ por segundo) y más de 120 metros de lanzamiento.
- L.A. Fireboat 20 (clase V-3300) del Departamento de Bomberos de Los Ángeles, con capacidad Fi Fi de 8300 m³ por hora.
- Los buques de la clase Ranger 4200 del FDNY anteriormente mencionados, con capacidad Fi Fi de 9600 m³ por hora.
- Guan Xiao Er Hao (clase Ranger 4600) del Departamento de Incendios de Los Dongguan (China), con capacidad Fi Fi de 10 800 m³ por hora.

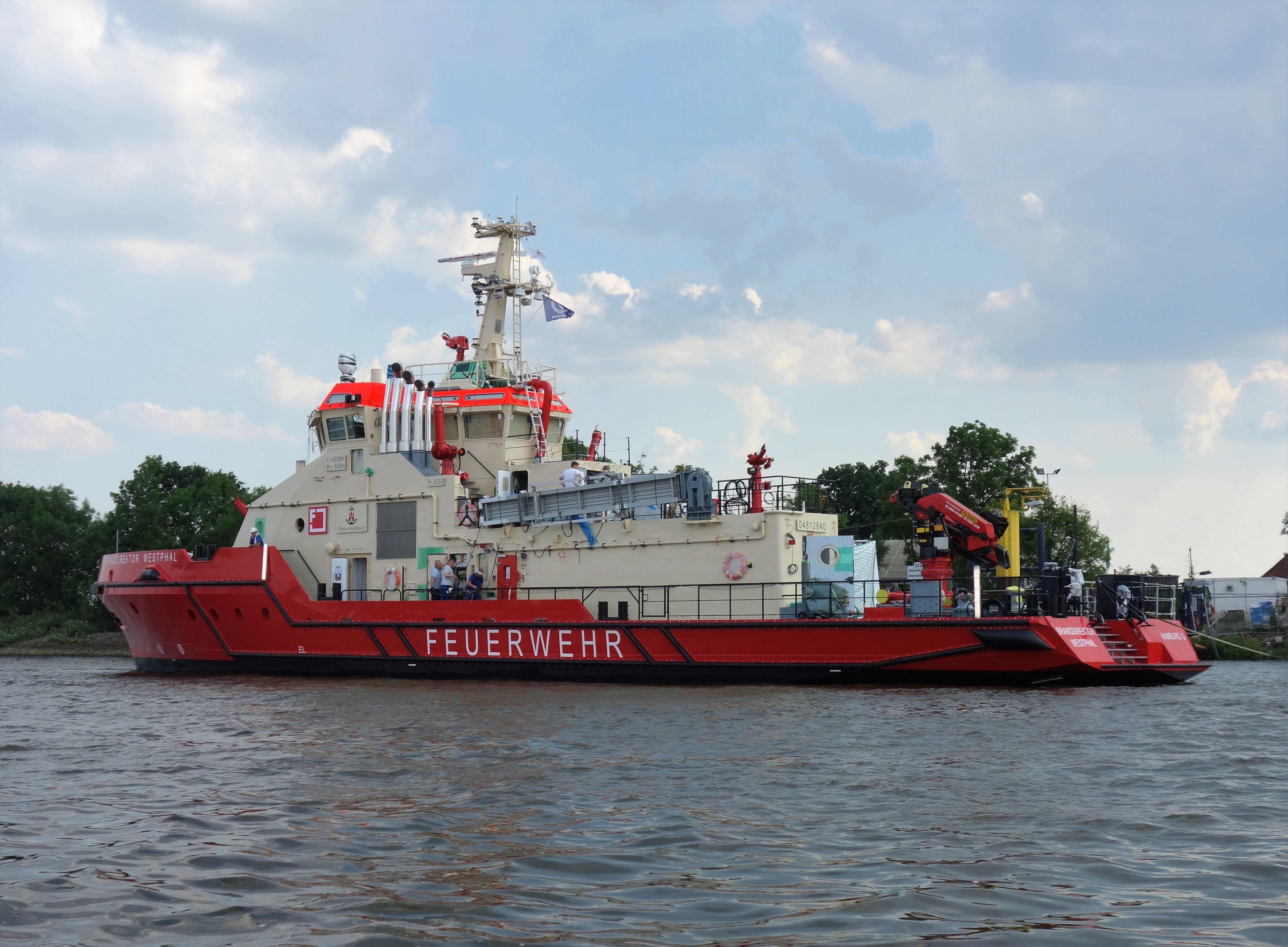
El Branddirektor Westphal, en el bajo Elba, a las afueras de Hamburgo.

Otras embarcaciones se caracterizan no por su tamaño sino por su agilidad, adaptación a situaciones específicas y facilidad de acceso (por ejemplo en vías más estrechas o de poca profundidad). En el mar del Norte se han adaptado a las mareas, y en Japón se ha optado por una estrategia de múltiples embarcaciones pequeñas en vez de pocas de tamaño mayor.

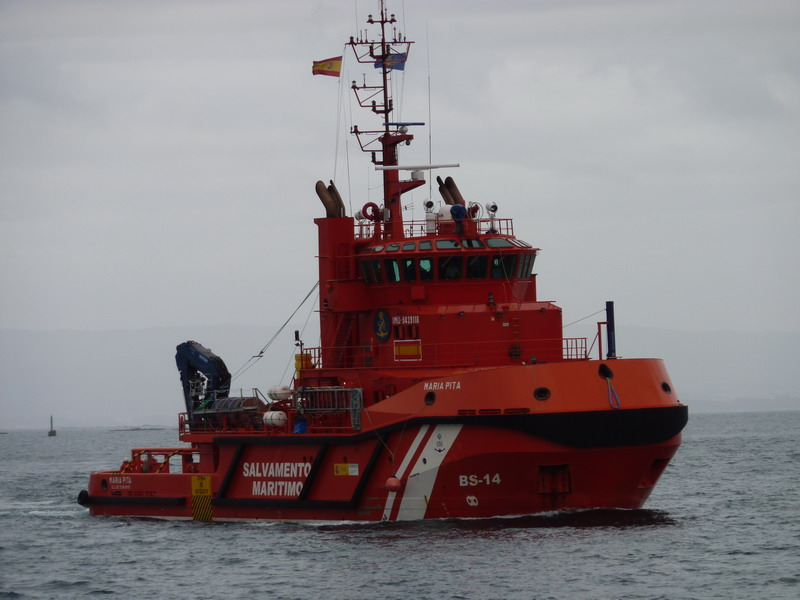
Maria Pita, buque de Salvamento Marítimo (clase Don Inda), España

No todas las embarcaciones pertenecientes a los cuerpos de bomberos son buques contraincendios. La unidad marina del FDNY cuenta con numerosas lanchas de comandancia, vigilancia y buques para la evacuación de personas, que formalmente no comparten esta definición, y que sin embargo reciben en la jerga popular también el nombre de Fireboat. Precisamente fueron dos embarcaciones de esta unidad, el antiincendios John D. McKean y la lancha de intervención rápida Marine 1 Alpha los primeros en acudir al rescate de los pasajeros y tripulación del vuelo 1549 de US Airways aterrizado en el río Hudson.

### Buques combinados
En algunos sistemas, la lucha contra incendios en alta mar se relega a barcos que forman parte de un sistema integral de rescate y salvamento, entre los que destacan los buques de mayor tamaño cuya misión es encargarse de todos los aspectos de dichas actividades, desde ayuda humanitaria a localización de embarcaciones naufragadas y tareas de evacuación masiva. Muchas veces dichos barcos forman parte de una misión internacional y colaboran con otras unidades marinas.
Debido a su tamaño, este tipo de barcos pueden llevar monitores muy potentes que sirven sobre todo para sofocar incendios en otras embarcaciones y asistir en las tareas de extinción de incendios a una distancia considerable. Entre ellos cabe destacar las clases:
- Don Inda (España), en servicio en la Sociedad de Salvamento y Seguridad Marítima.[16]

## Servicio

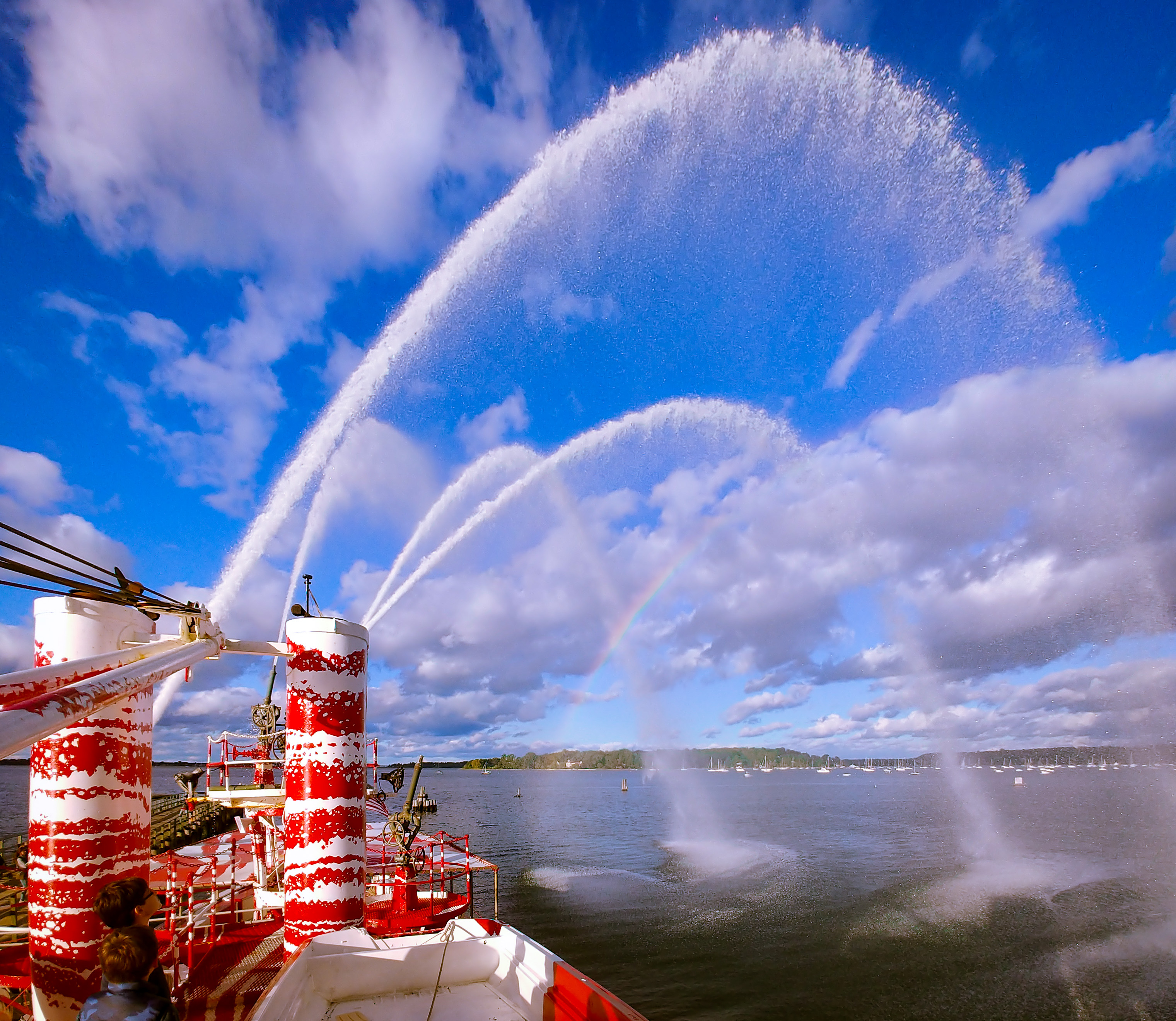
El John J. Harvey en la bahía de Oyster (Nueva York), 2018

El uso que se da a los buques antiincendios, la variedad y esencia de los servicios que prestan, su jurisdicción y hasta pertenencia varían mucho entre países y estados. En algunos lugares son operados por los cuerpos y departamentos de bomberos (estatales o municipales, según proceda), en otros forman parte de unidades de salvamento y rescate, y en otros pueden formar parte de la guardia costera. Muchas veces se llevan a cabo operaciones combinadas entre varios o todos de estos cuerpos y unidades, en caso de que coexistan en el mismo espacio. En Estados Unidos se han dado situaciones de colaboración entre buques bomberos y barcos de rescate de las policías locales, barcos de la Oficina de Aduanas y Protección Fronteriza y hasta barcos ambulancia.
En situaciones más complejas forman parte de un despliegue importante de equipos y maquinaría, incluyendo embarcaciones de carácter especial como hidrodeslizadores y aerodeslizadores, y asistencia aérea (hidroaviones y helicópteros contraincendios).
Ciudades y poblaciones que disponen de barcos contraincendios suelen ser ubicadas cerca de grandes cuerpos de agua y con infraestructuras portuarias. Las poblaciones que no cuentan con los recursos necesarios suelen usar botes, lanchas neumáticas y pequeños remolcadores, y muchas veces prestan embarcaciones de otras agencias o autoridades, como la policía estatal, guardia costera, guardia civil o la armada (dependiendo de cada país).

## Usos ceremoniales
En algunos países los buques contraincendios se prestan para exhibiciones en público con fines ceremoniales, como durante la recepción de una flota de antiguos navíos en el puerto de destino, formando grandes arcos de agua lanzada de forma sincronizada en varias direcciones.